# Strandella
Strandella es un género de arañas araneomorfas de la familia Linyphiidae. Se encuentra en Rusia asiática y el este de Asia.

## Lista de especies
Según The World Spider Catalog 12.0:
- Strandella fluctimaculata Saito, 1982
- Strandella pargongensis (Paik, 1965)
- Strandella quadrimaculata (Uyemura, 1937)
- Strandella yaginumai Saito, 1982